# 瓦西科夫斯科耶湖
44°20′31″N 135°49′02″E / 44.3419°N 135.8172°E

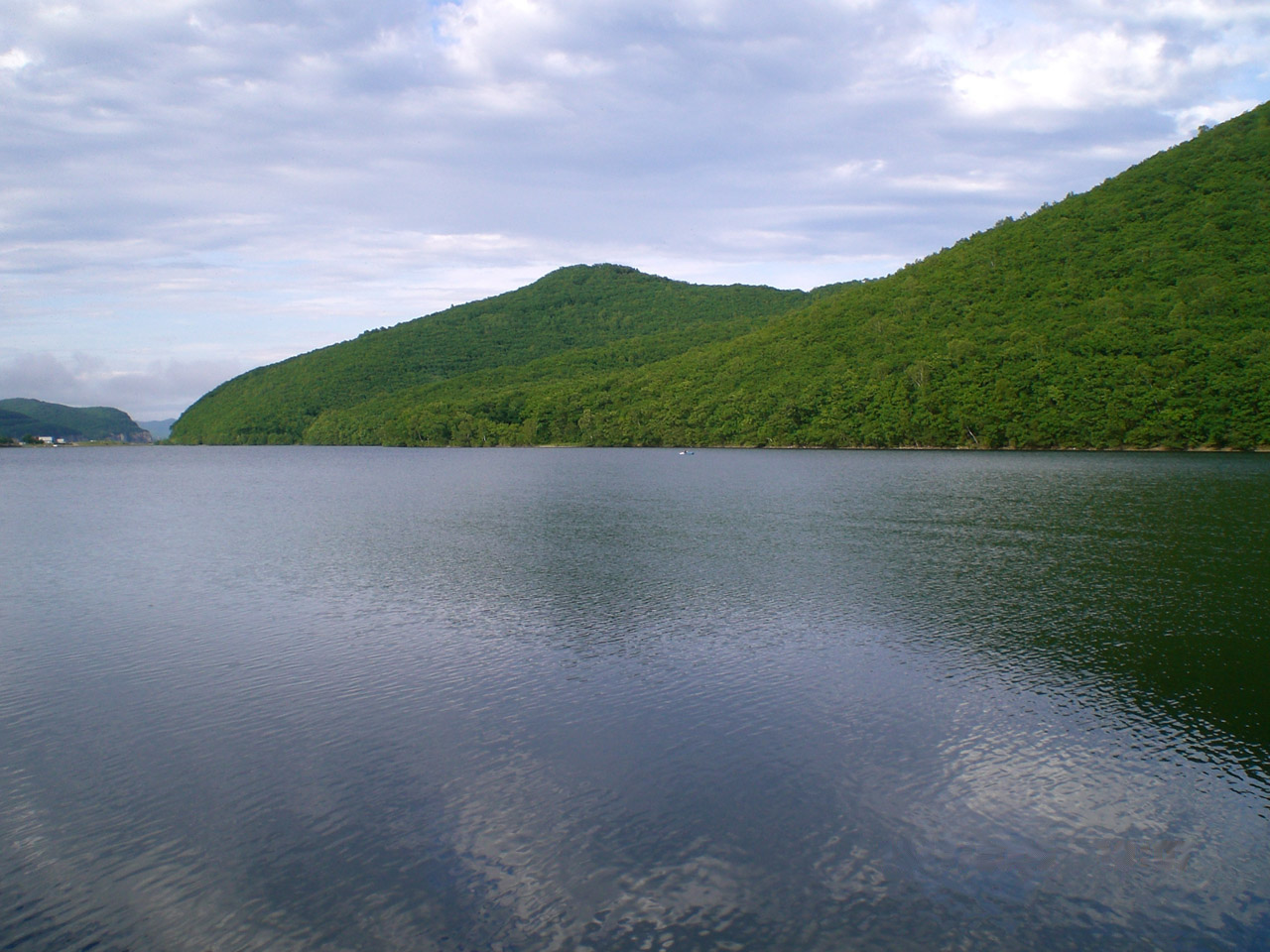

瓦西科夫斯科耶湖（俄语：Васьковское），是俄羅斯的湖泊，位於該國中西部，由濱海邊疆區負責管轄，長1.4公里、寬0.5公里，面積0.28平方公里，湖岸線長度2公里。